# Alan Toccaceli
Alan Toccaceli (14 aprile 1983) è un ex calciatore sammarinese, di ruolo attaccante.

## Carriera

### Club
Dopo aver giocato con varie squadre di club, nel 2010 si trasferisce al Murata.

### Nazionale
Conta 2 presenze con la Nazionale sammarinese.